# فوجیوارا نو یوریمیچی
فوجیوارا نو یوریمیچی ((به ژاپنی: 藤原 頼通 Fujiwara no Yorimichi); ۱ ژانویهٔ ۰۹۹۲ – ۲ مارس ۱۰۷۴) یکی از اشراف اهل ژاپن بود که پس از پدرش در سال ۱۰۱۷ سشّو و سپس در سال ۱۰۲۰ تا ۱۰۶۸ کانپاکو شد که در هر دو مقام به عنوان نایب‌السلطنه امپراتور ژاپن عمل می‌کرد. شهرت وی به علت ساختن بنای بیودواین در اوجی، کیوتو است.